# Michael Wadleigh
Michael Wadleigh (nascut el 24 de setembre de 1939 a Akron, Ohio) és un director de cinema i director de fotografia estatunidenc conegut pel seu innovador documental del Festival de Woodstock de 1969, Woodstock.

## Biografia
Natiu d'Akron (Ohio), Wadleigh va entrar al cinema als vint anys com a director de fotografia a les pel·lícules de baix pressupost de producció independent David Holtzman's Diary i I Call First (ambdues del 1967), i My Girlfriend's Wedding (1969). El seu treball es va fer notar pels crítics que seguien pel·lícules independents i underground, però les pel·lícules, dirigides principalment a un públic especialitzat i de contracultura, no li van portar cap èxit financer.
El 1969, Wadleigh va emprendre la tasca monumental de documentar el Festival de Música de Woodstock. Va arribar a Bethel (Nova York) el 15 d'agost, amb més d'un miler de bobines de pel·lícula i un equip de diversos operadors de càmera. Es va dir que el producte acabat consistia en unes 120 milles de metratge que, durant els mesos següents, es va editar fins a 184 minuts. Warner Bros., el principal patrocinador financer de la pel·lícula, la va estrenar el 26 de març de 1970.
La pel·lícula, la producció de la qual va costar 600.000 dòlars, va guanyar més de 50 milions de dòlars als Estats Units i més milions de lloguers a l'estranger, però a causa d'un acord complicat amb Warner Bros., Wadleigh va rebre només un petit percentatge dels beneficis. Woodstock representa una fita en l'àmbit del cinema documental, rebent un Oscar al millor documental a la cerimònia dels Premis Oscar de 1971.
Janis, un documental de 1974 sobre Janis Joplin, va donar crèdit a Wadleigh com a director de fotografia per les seves imatges d'arxiu, però passarien onze anys després del llançament de Woodstock abans de rebre el seu següent, i fins ara l'últim, crèdit com a director: Wolfen, una pel·lícula de terror fantasmagòric de 1981 basada en la novel·la The Wolfen de Whitley Strieber, que va ser elogiada per la seva naturalesa onírica i la seva sorprenent qualitat visual, però malgrat ser protagonitzada per l'estrella Albert Finney, va resultar ser massa inusual per al públic i no es va traduir en èxit de recaptació. Wadleigh també va escriure el guió de Wolfen i té un petit paper com a "terrorista informador".
L'agost de 1994, vint-i-quatre anys després de la seva projecció original, es va estrenar un "tall del director" de Woodstock de 228 minuts, i el 1999, un altre documental basat en el Woodstock, Jimi Hendrix: Live at Woodstock, va donar a Wadleigh un altre crèdit de material d'arxiu per la fotografia.

## Filmografia

### Pel·lícules
- David Holtzman's Diary (1967) – director de fotografia
- I Call First (1967) – director de fotografia
- No Vietnamese Ever Called Me Nigger (1968) – director de fotografia
- My Girlfriend's Wedding (1969) – director de fotografia
- Woodstock (1970) – director, director de fotografia
- Janis (1974) – director de fotografia
- Wolfen (1981) – director, guionista, actor

### Vídeos
- Jimi Hendrix: Live at Woodstock (1999) – director, director de fotografia